# フラチオカルブ
フラチオカルブ (Frathiocarb) は、スルフェンアミドおよびカルバメートグループに属する化合物である。

## 調製
フラチオカルブは、ブタノールをホスゲン、メチルアミン、二塩化硫黄およびカルボフランと反応させることで得られる。

## 性質
フラチオカルブは水に不溶の無色の固体である。有効成分として黄色液体になることもある。

## 使用
フラチオカルブは、トウモロコシ、菜種、ソルガム、テンサイ、ヒマワリ、などの地面に生息する昆虫に対する殺虫剤として使用される。 コリンエステラーゼ阻害剤である。

## 認可
欧州連合では、植物保護製品の有効成分としてフラチオカルブを使用することは許可されていない。 
ドイツ、オーストリア、スイスでは、この有効成分を含む農薬は許可されていない。